# Enrique Bunbury
Enrique Bunbury, pseudonimo di Enrique Ortiz de Landázuri Izardui (Saragozza, 11 agosto 1967), è un cantautore spagnolo.

## Biografia
Ex-cantante degli Héroes del Silencio, ha iniziato la sua carriera solista nel 1997, diventando una figura di rilievo nella scena musicale spagnola e latinoamericana. Vanta ben sette album nella lista dei "Migliori 250 album rock iberoamericani" tra carriera solista e in gruppo.

### Nome d'arte
Bunbury ha preso il nome d'arte dall'opera di Oscar Wilde L'importanza di chiamarsi Ernesto, in cui compare un personaggio con questo nome.

## Discografia

### Da solista
In studio
- Radical Sonora (1997)
- Pequeño (1999)
- Flamingos (2002)
- El viaje a ninguna parte (2004)
- Hellville de Luxe (2008)
- Las Consecuencias (2010)
- Licenciado Cantinas (2011)
- Palosanto (2013)
- Expectativas (2017)

live, single e compilation
- Los Singles (5 Cds) (1999)
- Pequeño cabaret ambulante (2000)
- Pequeño Cabaret Ambulante (DVD) (2000)
- Una cita en Flamingos (DVD) (2003)
- Freak Show: la película (DVD+CD) (2005)
- Canciones 1996-2006 (2 CD+DVD) (2006)
- Bunbury & Vegas: Liceu BCN 30 de noviembre de 2006 (DVD, 2007)
- Los vídeos 1996-2007 (DVD) (2007)
- Gran Rex (2011)
- Lo que mas te gusto de mi (DVD) (2011)
- Porque las cosas cambian (DVD) (2011)
- Madrid, Área 51 (2014)
- MTV Unplugged (2015)
- Archivos Vol. 1: Tributos y BSOs (2016)
- Archivos Vol. 2: Duetos (2016)
- California Live!!! (2019)

### Con Héroes del Silencio
In studio
- El mar no cesa (1988)
- Senderos de traición (1990)
- El Espíritu del Vino (1993)
- Avalancha (1995)

live, single e compilation
- La última daga (primera maqueta) (1986)
- Héroe de leyenda (1987)
- En directo (1989) Ed. Limitada
- Senda 91 (1991) (Directo) Ed. Limitada
- Caja especial(1994) Ed. Limitada
- Parasiempre (1996) (Directo) (Disco doble)
- Rarezas (1998)
- Edición del Milenio (2000) (Caja de 4 CD´s)
- Canciones 1984-1996 (2000) (Disco doble)
- Músicos, Poetas y Locos (2 CD)
- Antología Audiovisual (2004) (DVD + CD)
- El Ruido y la Furia (2005) (DVD + CD)
- El mar no cesa (2006) Ed. Especial 2CD
- Senderos de traición (2006) Ed. Especial 2CD
- El espíritu del vino (2006) Ed. Especial 2CD
- Avalancha (2006) Ed. Especial 2CD
- The Platinum Collection (2006) 3CD + 2DVD
- Héroes del Silencio: Tour 2007 (Deluxe Boxset) (2007)